# Komora Mikołaja Kopernika
Uzasadnienie: Obiekt samodzielnie nienecyklopedyczny, nie ma potrzeby tworzenia oddzielnego artykułu
Komora Mikołaja Kopernika – podziemna komora znajdująca się w Kopalni Soli „Wieliczka”, w województwie małopolskim, w powiecie wielickim, w gminie Wieliczka.

## Historia
Komora Mikołaja Kopernika powstała przed 1785 rokiem w wyniku eksploatacji bryły soli. Jest to sól zawierająca około 95% halitu. Komorze nadano imię Mikołaja Kopernika w 500. rocznicę jego urodzin, obchodzoną uroczyście w 1973 roku. Komora przez długi czas była zaniedbana, ale dzięki pracy górników udało się ją odrestaurować.

## Opis
W komorze znajduje się mająca 4,5 metra wysokości, solna rzeźba przedstawiająca Mikołaja Kopernika. Została ona wykonana przez artystę Władysława Hapka. Komora ma okrągły kształt, ze względu na wykorzystywanie w niej przez wiele lat drewnianego kieratu konnego. Kieratem wyciągano sól z niższych pokładów na poziom pierwszy, a następnie na powierzchnię przez szyb Daniłowicza. Stabilność komory utrzymują zamontowane w niej drewniane kaszty.